# Gaius Vibius Pansa Caetronianus
Gaius Vibius Pansa Caetronianus († 23. April 43 v. Chr. bei Mutina) war ein römischer Politiker des 1. Jahrhunderts v. Chr. und gemeinsam mit Aulus Hirtius Konsul der römischen Republik für das Jahr 43 v. Chr.

## Leben

### Herkunft
Der Namenszusatz Caetronianus deutet darauf hin, dass Pansa als Mitglied der gens Caetronia geboren und später von Gaius Vibius Pansa adoptiert worden war. Der Vater bzw. Adoptivvater war Münzmeister des Jahres 90 v. Chr. und Anhänger von Gaius Marius. Er und sein Sohn waren – wie Marius’ Neffe Gaius Iulius Caesar – Parteigänger der Popularen. Als solche wurden sie von Marius’ Gegenspieler Sulla geächtet und mussten aus Rom fliehen. Nach Sullas Tod kehrte Pansa zurück und machte, von Caesar gefördert, politische Karriere.

### Parteigänger Caesars
54 und 53 v. Chr. diente Pansa im Heer Caesars im Gallischen Krieg. Als Volkstribun legte er 51 v. Chr. mehrmals sein Veto gegen caesarfeindliche Senatsbeschlüsse ein. Auch im Bürgerkrieg, der 49 v. Chr. ausbrach, stand Pansa auf der Seite Caesars. Da in seinem Namen geprägte Münzen seine Anwesenheit in Rom für das Jahr 48 v. Chr. belegen (siehe: Liste der römischen Münzmeister), bekleidete er in diesem Jahr möglicherweise das Amt eines Prätors. Von 47 bis 46 v. Chr. diente er – wohl mit dem Imperium eines Prokonsuls ausgestattet – als Statthalter der Provinz Bithynia et Pontus. Vor Ende 46 kehrte er nach Rom zurück und war im Jahr 45 Statthalter der Gallia cisalpina, wahrscheinlich ebenfalls als Prokonsul. Vermutlich in diesem Jahr wurde Pansa auch Augur. Da für den 21. April 44 v. Chr. sein Aufenthalt in Kampanien belegt ist, muss er seine Provinz spätestens auf die Nachricht von Caesars Ermordung am 15. März 44 v. Chr. hin verlassen haben. Zuvor hatte Caesar Pansa und Aulus Hirtius noch für das Konsulat des folgenden Jahres nominiert. So gerieten beide in die Auseinandersetzungen zwischen Anhängern und Gegnern des toten Diktators.

### Konsulat und Tod
Pansa trat nach dem Tod Caesars für die Rückkehr zur republikanischen Staatsform und die Wiederherstellung der Senatsherrschaft ein. Da Caesars Erbe und Adoptivsohn Octavian, der spätere Augustus, sich im Bündnis mit Cicero ebenfalls auf die Seite des Senats stellte, unterstützten ihn die Konsuln in seinem Kampf gegen Marcus Antonius, der die Führung der caesarischen Partei für sich beanspruchte.
Pansa und Hirtius erhielten im Januar 43 v. Chr. vom Senat den Oberbefehl über die senatorischen Truppen, die Antonius’ Belagerung der Stadt Mutina, des heutigen Modena, aufheben sollten. Während Hirtius sofort nach Oberitalien ging, blieb Pansa zunächst in Rom zurück und kümmerte sich im Senat um Maßnahmen gegen Antonius und andere Caesar-Anhänger. Etwa am 19. März brach Pansa mit vier neu ausgehobenen Legionen nach Mutina auf. Kurz bevor sie dort eintrafen, gerieten die Truppen am 14. oder 15. April bei Forum Gallorum in einen Hinterhalt des Antonius. Pansa wurde durch einen Speer schwer verwundet. Der mit zwei Legionen zum Entsatz herbeigeeilte Hirtius konnte das Blatt schließlich wenden; Antonius musste sich zurückziehen.
Am 23. April erlag Pansa seinen Verletzungen – nur zwei Tage nachdem in der Schlacht von Mutina auch Hirtius gefallen war. Der gleichzeitige Tod beider Oberhäupter der Republik eröffnete Octavian die Chance, eines der frei gewordenen Konsulate für sich zu fordern. Da der Senat dieser Forderung zunächst nicht nachgeben wollte, unternahm Octavian einen Staatsstreich: Er marschierte mit seinen Truppen in Rom ein und zwang die Senatoren am 19. August 43 v. Chr., ihn trotz seines jugendlichen Alters zum Konsul zu wählen. Octavian wertete dieses Datum als Beginn seiner über 50-jährigen Herrschaft.